# خضدار
خُضْدار (بالإنجليزية: Khuzdar)‏ (بالأردية: خضدار)‏ هي عاصمة منطقة خضدار في وسط بلوشستان، باكستان. قبل مارس 1974، كانت خوزدار جزء من منطقة قلات. كما كانت خوزدار عاصمة مملكة مكران وفيها يقع ضريح الصحابي الفاتح سنان بن سلمة بن المحبق الهذلي.

## المناخ
يظهر الجدول التالي التغييرات المناخية على مدار السنة لخوزدار:
| البيانات المناخية لـخوزدار        | البيانات المناخية لـخوزدار | البيانات المناخية لـخوزدار | البيانات المناخية لـخوزدار | البيانات المناخية لـخوزدار | البيانات المناخية لـخوزدار | البيانات المناخية لـخوزدار | البيانات المناخية لـخوزدار | البيانات المناخية لـخوزدار | البيانات المناخية لـخوزدار | البيانات المناخية لـخوزدار | البيانات المناخية لـخوزدار | البيانات المناخية لـخوزدار | البيانات المناخية لـخوزدار |
| الشهر                             | يناير                      | فبراير                     | مارس                       | أبريل                      | مايو                       | يونيو                      | يوليو                      | أغسطس                      | سبتمبر                     | أكتوبر                     | نوفمبر                     | ديسمبر                     | المعدل السنوي              |
| --------------------------------- | -------------------------- | -------------------------- | -------------------------- | -------------------------- | -------------------------- | -------------------------- | -------------------------- | -------------------------- | -------------------------- | -------------------------- | -------------------------- | -------------------------- | -------------------------- |
| الدرجة القصوى °م (°ف)             | 27.1 (80.8)                | 28.4 (83.1)                | 33.0 (91.4)                | 37.2 (99.0)                | 41.7 (107.1)               | 43.0 (109.4)               | 43.0 (109.4)               | 42.0 (107.6)               | 40.2 (104.4)               | 38.0 (100.4)               | 31.2 (88.2)                | 28.0 (82.4)                | 43.0 (109.4)               |
| متوسط درجة الحرارة الكبرى °م (°ف) | 17.0 (62.6)                | 18.4 (65.1)                | 23.5 (74.3)                | 29.9 (85.8)                | 35.0 (95.0)                | 38.1 (100.6)               | 36.2 (97.2)                | 35.4 (95.7)                | 34.0 (93.2)                | 29.9 (85.8)                | 24.9 (76.8)                | 21.4 (70.5)                | 28.6 (83.6)                |
| المتوسط اليومي °م (°ف)            | 10.1 (50.2)                | 11.7 (53.1)                | 17.0 (62.6)                | 23.2 (73.8)                | 28.1 (82.6)                | 31.3 (88.3)                | 30.3 (86.5)                | 29.3 (84.7)                | 27.0 (80.6)                | 21.9 (71.4)                | 16.7 (62.1)                | 11.9 (53.4)                | 21.5 (70.8)                |
| متوسط درجة الحرارة الصغرى °م (°ف) | 3.2 (37.8)                 | 5.0 (41.0)                 | 10.7 (51.3)                | 16.5 (61.7)                | 21.3 (70.3)                | 24.5 (76.1)                | 24.3 (75.7)                | 23.2 (73.8)                | 20.1 (68.2)                | 13.9 (57.0)                | 8.4 (47.1)                 | 4.5 (40.1)                 | 14.6 (58.3)                |
| أدنى درجة حرارة °م (°ف)           | −8 (18)                    | −4.1 (24.6)                | 0.6 (33.1)                 | 8.6 (47.5)                 | 11.0 (51.8)                | 16.0 (60.8)                | 17.0 (62.6)                | 15.0 (59.0)                | 12.8 (55.0)                | 5.0 (41.0)                 | 1.0 (33.8)                 | −6.1 (21.0)                | −8 (18)                    |
| معدل هطول الأمطار مم (إنش)        | 16.9 (0.67)                | 26.1 (1.03)                | 27.7 (1.09)                | 12.6 (0.50)                | 13.1 (0.52)                | 11.1 (0.44)                | 47.7 (1.88)                | 64.5 (2.54)                | 6.4 (0.25)                 | 5.0 (0.20)                 | 5.7 (0.22)                 | 15.6 (0.61)                | 252.4 (9.95)               |
| المصدر: NOAA (1971–1990)          |                            |                            |                            |                            |                            |                            |                            |                            |                            |                            |                            |                            |                            |